# Юридический советник правительства Израиля
Юридический советник правительства Израиля (ивр. היועץ המשפטי לממשלה‎) — одно из высших должностных лиц в Израиле, которое возглавляет правовую систему исполнительной власти и судебное преследование от имени государства. Юридический советник правительства консультирует Правительство Израиля по правовым вопросам, представляет государственную власть в суде (наряду с Государственным прокурором Израиля), консультирует в целом Правительство при подготовке юридических меморандумов и в частности министра юстиции. Аналогичным образом рассматривает и консультирует депутатов Кнессета по законопроектам.
Юридическому советнику поручено защищать верховенство закона и общественные интересы от возможного ущерба со стороны государственных органов. Это независимая назначаемая должность, одна из самых важных и влиятельных в израильской демократии и центральное учреждение в рамках израильской правовой системы. Обязанности юридического советника не кодифицированы в законе и на протяжении многих лет рождались из прецедентов и традиций. В феврале 2022 года адвокат и бывший юрист окружной прокуратуры Тель-Авива Гали Бахарав-Миара получила единодушную поддержку Кабинета министров и стала первой в истории Израиля женщиной-юридическим советником правительства.

## Обязанности
Согласно выводам комиссии Шамгара основными обязанностями юридического советника правительства являются:
1. Возглавление системы государственного обвинения;
2. Представительство органов государственной власти в судах, в том числе в Высшем суде справедливости;
3. Консультирование Кабинета министров по юридическим вопросам;
4. Консультирование при подготовке юридических меморандумов для правительства в целом и министра юстиции в частности;
5. Представление общественных интересов и обеспечение соблюдения закона.

## История
В 1997 году была создана комиссия под председательством бывшего председателя Верховного суда Израиля Меира Шамгара для изучения возможностей будущего законодательства по вопросу о юридическом советнике и было рекомендовано изменить официальное название должности с «юрисконсульта правительства» на «главного юридического советника», чтобы отразить его ответственность за обеспечение верховенства закона во всех ветвях власти, а не только в качестве советника самого правительства по вопросам права. Комиссия рекомендовала, чтобы юридический советник назначался Кабинетом министров в соответствии с рекомендациями общественной комиссии, в которую войдут пять членов: судья Верховного суда в отставке, бывший министр юстиции или юридической советник, член Кнессета, которого выберет комитет Кнессета по конституционным вопросам, адвокат, которого выберет Национальный совет Коллегии адвокатов Израиля, и эксперт по правовым вопросам в области гражданского и уголовного права, которого выберут руководители университета юридических школ в Израиле — для того, чтобы обеспечить выбор подходящего человека, который обладает соответствующей квалификацией для работы. Эта рекомендация относительно комитета по отбору была принята в августе 2000 года, но рекомендация относительно названия должности не была принята.
Обычно решение о том, кого выбрать на должность юридического советника из списка кандидатов, рекомендованных общественной комиссией, принимает министр юстиции, выбор которого доводится до одобрения Кабинетом министров, который обычно утверждает назначение.
То, как юридический советник выполняет обязанности, в значительной степени зависит от личности человека, занимающего эту должность. Двое юридических советников, Аарон Барак и Ицхак Замир, назначенные на эту должность из академических кругов, отличались решительностью, которую они демонстрировали для защиты верховенства закона в Израиле, даже когда их идеи противоречили идеям Кабинета министров.
Известно и то, что впервые в истории Авихай Мандельблит в 2020—2021 совмещал работу юридического советника в Кабинете министров с должностью главы Государственной прокуратуры Израиля.

## Сравнение с консультантами в других странах
Положение обязательного консультирования и представительской монополии в Израиле является исключительным и даже уникальным по мировым стандартам. Доктор Эйтан Левонтин об этом однажды сказал:

Насколько я понимаю, такого нет ни в одном другом месте. Правовая ситуация в Израиле — это не мнение меньшинства, а скорее единое мнение, и мне кажется, что между ним и правовой ситуацией в любой сопоставимой стране лежит пропасть, а не просто разногласия
.
Напротив, в Великобритании, США, Канаде и Германии соответствующая юридическому советнику должность генерального прокурора — или параллельная фигура — это политическая роль, аналогичная министру, а в некоторых странах фактически является министром правительства. Таким образом, они не имеют права связывать правительство со своими позициями, правительство может действовать вразрез с их позициями, правительство уполномочено диктовать генеральному прокурору позицию для представления в судах и ему запрещено составлять юридические заключения без запроса правительства.

## Заместители
По решению правительства в заместители юридического советника назначаются люди, работающие в разных сферах. В 2022 году у юридического советника имеются 7 заместителей, 6 из которых являются начальниками отделов в консультативно-законодательном блоке, а один, обладающий старшинством, является заместителем по управлению и особым обязанностям. Заместители советника назначаются комиссией по поиску под председательством юридического советника, в состав которой входят генеральный директор Министерства юстиции, уполномоченный по делам государственной службы, представитель академии и представитель общественности. Заместители назначаются на фиксированный срок 6 лет.

### Заместитель по управлению и особым обязанностям
Адвокат Шарон Афек — до июля 2028 года

### Заместитель по государственно-административному праву
Доктор Гиль Лимон — до августа 2027 года

### Заместитель по общественно-конституционному праву
Адвокат Авиталь Сомполински — до июня 2028 года

### Заместитель по гражданским делам
Адвокат Кармит Юлис — до октября 2027 года

### Заместитель по уголовным делам
Адвокат Амит Марари — до мая 2025 года

### Заместитель по хозяйственному праву
Адвокат Меир Левин — до декабря 2024 года

### Заместитель по международному праву
Адвокат Гиль-Ад Ноам — до июля 2028 года

## Список юридических советников
| №  | Фото | Имя                | Годы жизни | Срок          | Примечания                                                        |
| -- | ---- | ------------------ | ---------- | ------------- | ----------------------------------------------------------------- |
| 1  |      | Яаков Шапира       | 1902—1993  | 1948—1950     |                                                                   |
| 2  |      | Хаим Коэн          | 1911—2002  | 1950—1960     |                                                                   |
| 3  |      | Гидеон Хаузнер     | 1915—1990  | 1960—1963     |                                                                   |
| 4  |      | Моше Бен-Зэев      | 1911—1995  | 1963—1968     |                                                                   |
| 5  |      | Меир Шамгар        | 1925—2019  | 1968—1975     |                                                                   |
| 6  |      | Аарон Барак        | род. 1936  | 1975—1978     |                                                                   |
| 7  |      | Ицхак Замир        | род. 1931  | 1978—1986     |                                                                   |
| 8  |      | Йосеф Хариш        | 1923—2013  | 1986—1993     |                                                                   |
| 9  |      | Михаэль Бен-Яир    | род. 1942  | 1993—1997     |                                                                   |
| 10 |      | Рони Бар-Он        | род. 1948  | 1997          |                                                                   |
| 11 |      | Эльяким Рубинштейн | род. 1947  | 1997—2004     |                                                                   |
| 12 |      | Менахем Мазуз      | род. 1955  | 2004—2010     |                                                                   |
| 13 |      | Йехуда Вайнштейн   | род. 1944  | 2010—2016     |                                                                   |
| 14 |      | Авихай Мандельблит | род. 1963  | 2016—2022     | Совмещал с должностью главы Государственной прокуратуры Израиля). |
| 15 |      | Гали Бахарав-Миара | род. 1959  | 2022—наст.вр. | Первая женщина в должности                                        |